# Vestingsdivisie Danzig
De Vestingsdivisie Danzig (Duits: Festungs-Division Danzig) was een Duitse infanteriedivisie tijdens de Tweede Wereldoorlog. De divisie werd opgericht in januari 1945. De eenheid deed tijdens haar bestaan dienst in en rondom Danzig in Polen
Op 28 maart 1945 werd de divisie ontbonden na overgave van de stad aan het Rode Leger.

## Samenstelling
- 4 Grenadier-Bataillone
- 2 Alarm-Bataillone
- Festungs-Abschnitt Nord
- Festungs-Unterabschnitt Nordwest
- Festungs-Unterabschnitt Küste
- Festungs-Unterabschnitt West
- Festungs-Unterabschnitt Ost

## Commandanten
| Rang         | Naam                   | Begin            | Eind             |
| ------------ | ---------------------- | ---------------- | ---------------- |
| Generalmajor | Hermann Meyer-Rabingen | januari 1945     | 20 februari 1945 |
|              | ??                     | 20 februari 1945 | 28 maart 1945    |